# St.-Antonius-Kirche (Egg ZH)

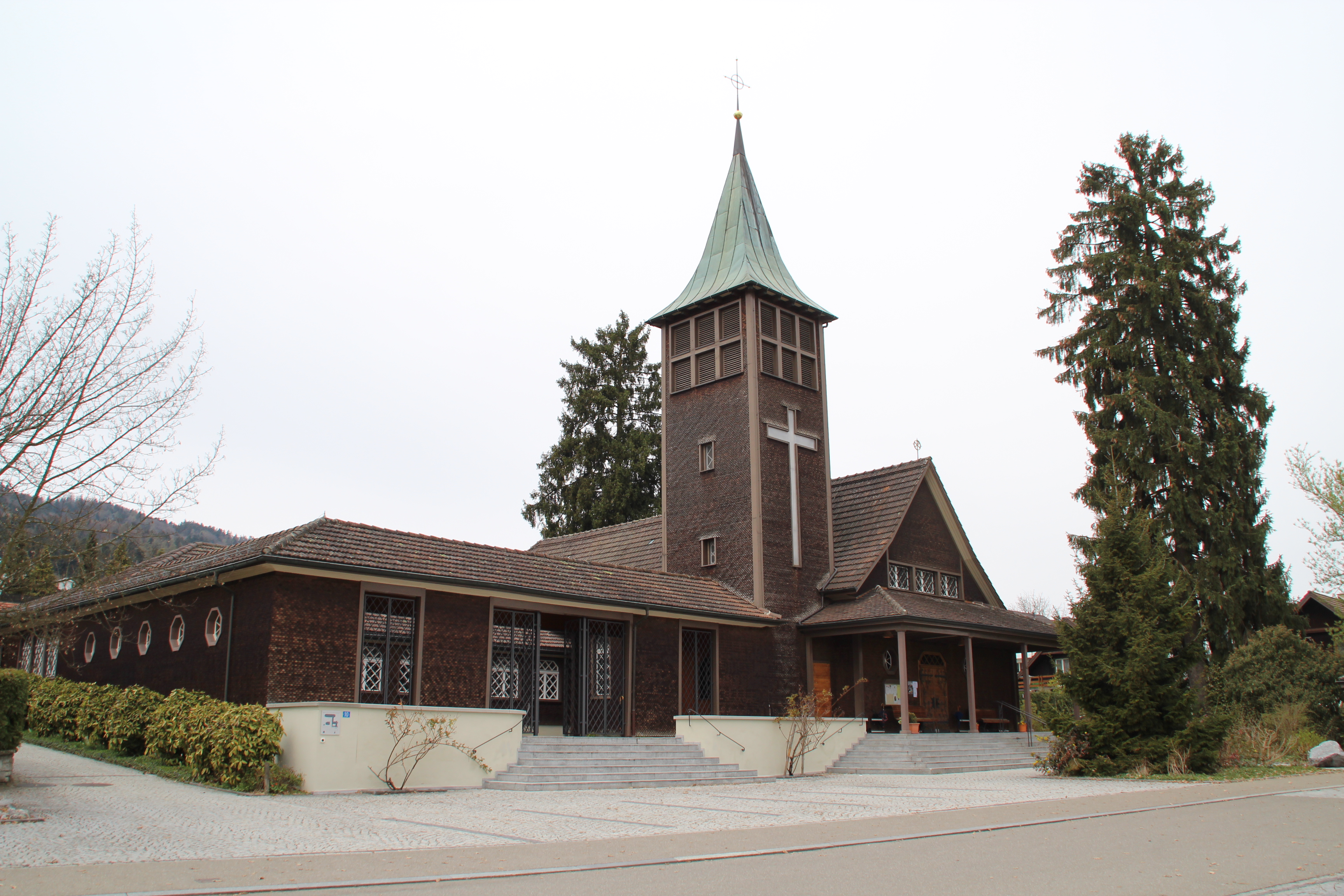
St.-Antonius-Kirche mit vorgelagertem Querschiff

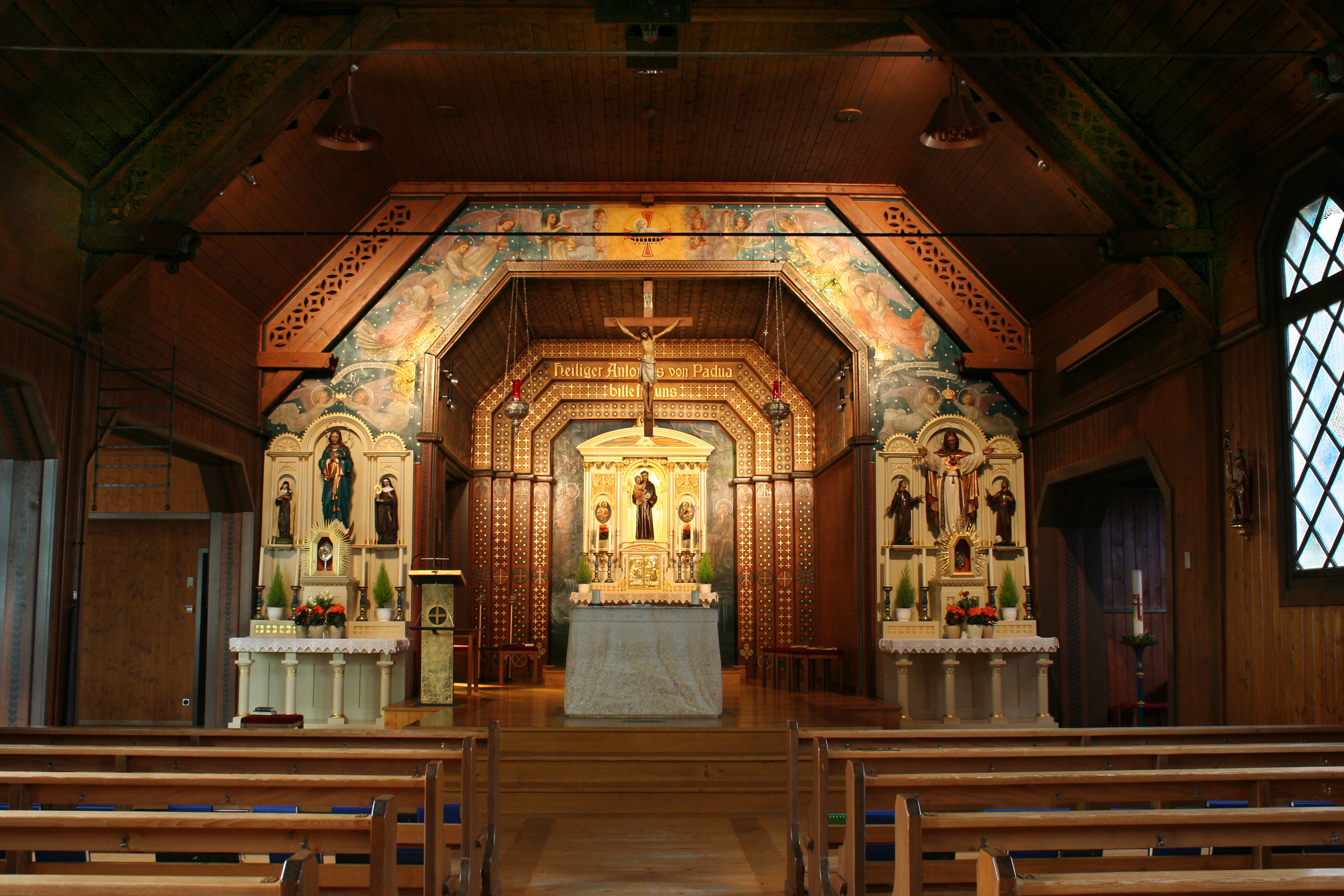
Innenansicht

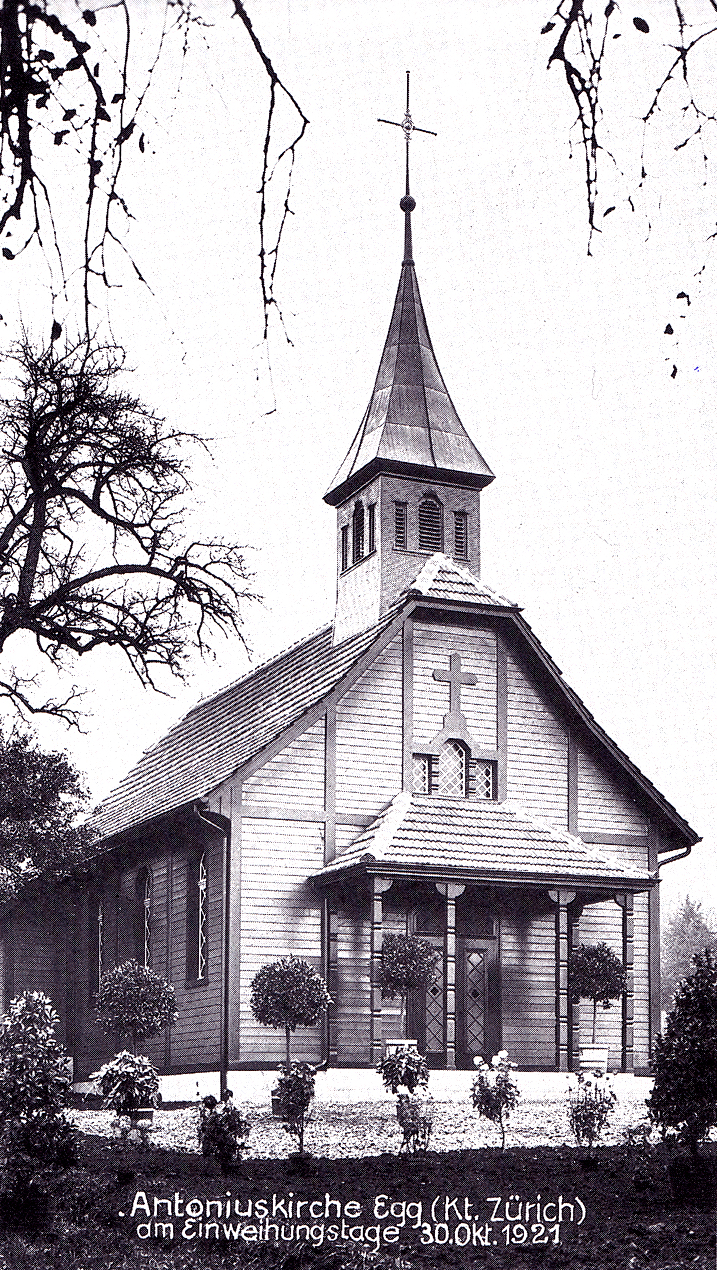
Kirche 1921

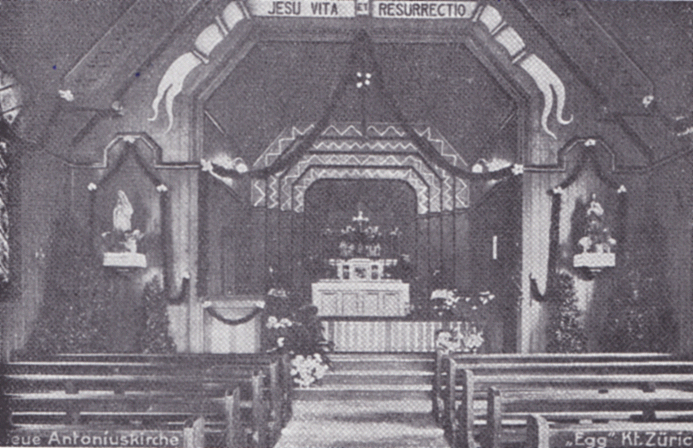
Kirche innen 1921

Die römisch-katholische St.-Antonius-Kirche in Egg ZH ist eine dem heiligen Antonius von Padua geweihte Wallfahrtskirche. Auf Grund ihrer Bedeutung für katholische Pilger wird sie auch „Klein-Padua am Pfannenstiel“ genannt. Neben der Kirche Maria Lourdes in Zürich-Seebach ist St. Antonius Egg die einzige katholische Wallfahrtskirche im traditionell reformierten Kanton Zürich.

## Geschichte

### Vorgeschichte
Die mittelalterliche Kirche von Egg wird im Jahr 858 erstmals urkundlich erwähnt, als Landolt seinen Anteil an der basilica ekka mit dem Kloster St. Gallen gegen einen Besitz in Höngg austauscht. In den Jahren 1340–1350 wurde an Stelle der ersten Kirche ein neuer Bau im gotischen Stil errichtet, der im Jahr 1743 einem neu erbauten Langhaus weichen musste; der gotische Turm wurde allerdings beibehalten. Als es im Jahr 1524 in Zürich zur Reformation kam, wurde auch in Egg die Kirche fortan für reformierte Gottesdienste weiterverwendet. Der katholische Kult war in darauf im Kanton Zürich bis 1807 verboten.
Als im 18. Jahrhundert die Niederlassungsfreiheit eingeführt wurde, zogen infolge der Industrialisierung auch wieder Katholiken in den Kanton Zürich. Das Toleranzedikt von 1807 erlaubte zunächst in der Stadt Zürich wieder katholische Gottesdienste. Als 1862 das Kloster Rheinau aufgehoben wurde, bestätigte das sogenannte Erste zürcherische Kirchengesetz neben Zürich auch in Winterthur, Rheinau und Dietikon eine katholische Kirchgemeinde (die letzten beiden Orte waren traditionell katholische Orte). Weitere Kirchgemeinden wurden jedoch nicht öffentlich-rechtlich anerkannt, weshalb die Gründung weiterer Pfarreien auf privat- und vereinsrechtlicher Basis vorgenommen werden musste. Mit Hilfe von Fördervereinigungen wie dem Piusverein (gegründet 1857) und der Katholischen Gesellschaft für inländische Mission (gegründet 1863) entstanden ab den 1860er Jahren in kurzer Folge etliche Seelsorgestationen und spätere Pfarreien im Kanton Zürich: Männedorf (1864), Gattikon-Thalwil/Langnau (1864), Horgen (1865), Pilgersteg-Rüti/Wald (1866), Wald und Bubikon (1873), Uster (1876), Langnau (1877), Rüti (1878), Wädenswil (1881), Bülach (1882), Wetzikon (1890), Bauma (1894), Adliswil (1894), Pfungen (1895), Dübendorf (1897) und Küsnacht (1901). So kam es, dass um 1900 im Kanton Zürich bereits 20 katholische Pfarreien existierten, darunter auch die Pfarrei Uster, von der St. Antonius Egg eine Tochterpfarrei ist.

### Entstehungs- und Baugeschichte
Die hölzerne Kirche wurde 1921 nach Plänen des Architekten Joseph Löhlein errichtet und am 30. Oktober 1921 eingesegnet. Da der Architekt bereit war, zu günstigerem Preis zu bauen, wenn die Kirche seinem Lieblingspatron gewidmet werde, wurde die neu erbaute Kirche anders als ursprünglich geplant nicht dem Heiligsten Herzen Jesu, sondern dem heiligen Antonius von Padua benediziert. Im Jahr 1925 erfolgte der Bau des alten Pfarrhauses nördlich von der Kirche, sodass ein Seelsorger vor Ort wohnen konnte. Der Bischof erhob daraufhin die Gemeinde zu einer Pfarrei und trennte sie von der Mutterpfarrei Herz-Jesu Uster ab. Aufgrund der einsetzenden Wallfahrt nach Egg wurde die ursprünglich kleine Holzkapelle stetig erweitert. 1933 verlängerte man das Kirchenschiff gen Westen und baute eine Empore ein, sodass das Gotteshaus anstatt 150 neu 300 Personen Platz bot. Da auch dies nicht genügte, baute man 1939 ein Querschiff an (zunächst Aula genannt). Auf diese Weise verhinderte man den Abriss des als Wallfahrtskirche beliebten Gotteshauses. Als sich in den 1980er Jahren zeigte, dass die Kirche in einem schlechten baulichen Zustand war, fand im Jahr 1988 ein Wettbewerb unter fünf eingeladenen Architekten für die Instandsetzung der Kirche sowie für die Ergänzung des bestehenden Baus um ein Kirchgemeindezentrum statt. Diesen Wettbewerb konnte der Schweizer Architekt Miroslav Šik für sich entscheiden. Da die Kirchgemeinde zunächst noch das zweite Gotteshaus, die Kirche St. Franziskus in Maur-Ebmatingen bauen musste, konnte erst im Jahr 1991 mit den Vorbereitungen für den Bau des Pfarreizentrums und der Instandsetzung der Egger Kirche begonnen werden. Am 15. Mai 1994 erfolgte der Spatenstich für das Kirchgemeindezentrum, das am 3. September 1995 bezugsbereit war. Im neu erstellten grossen Saal wurde daraufhin die Wallfahrt weitergeführt, damit die Kirche einer Totalsanierung unterzogen werden konnte. Diese erfolgte von 1995 bis 1997 nach den Plänen von Miroslav Šik. Für die Ausführung des Bauvorhabens waren die Architekten Itten und Brechtbühl verantwortlich. Nach dem Abschluss der Baumassnahmen erfolgte die Weihe der Kirche am 23. März 1997 durch Weihbischof Peter Henrici. Da sich inzwischen herausgestellt hatte, dass auch das Pfarrhaus eine schlechte Bausubstanz aufwies, wurde dieses im Jahr 2001 durch einen Neubau nach Plänen des Architekten Studer ersetzt.
Gegenüber der Kirche wurde 1931 das Antoniusheim (heute ein Gasthof) und 1933 ein Haus für die Jugend unter dem Namen Jugendhort mit kleinem Saal und Zimmer gebaut. Dieses wurde nach dem Bau des Pfarreizentrums nach 1994 zum Teil zurückgebaut und enthält heute im Wesentlichen den Devotionalienladen. Südlich von der Kirche steht das heutige Pfarrhaus, nördlich von ihr befindet sich das ursprüngliche, erste Pfarrhaus. Als Dank für den überstandenen Zweiten Weltkrieg wurde im Jahr 1945 hinter der Kirche im Freien ein Friedensaltar errichtet.

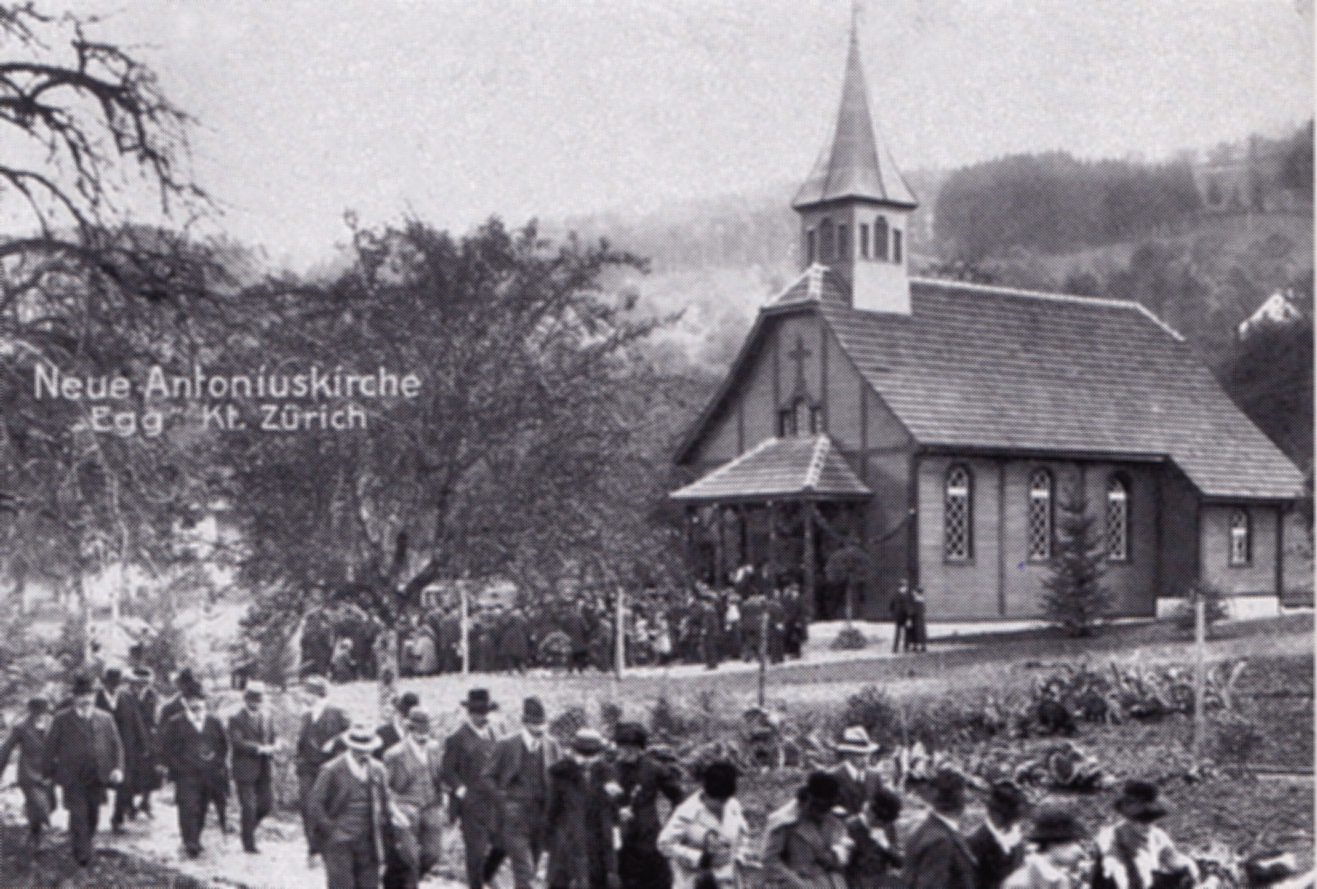
Kirche 1925
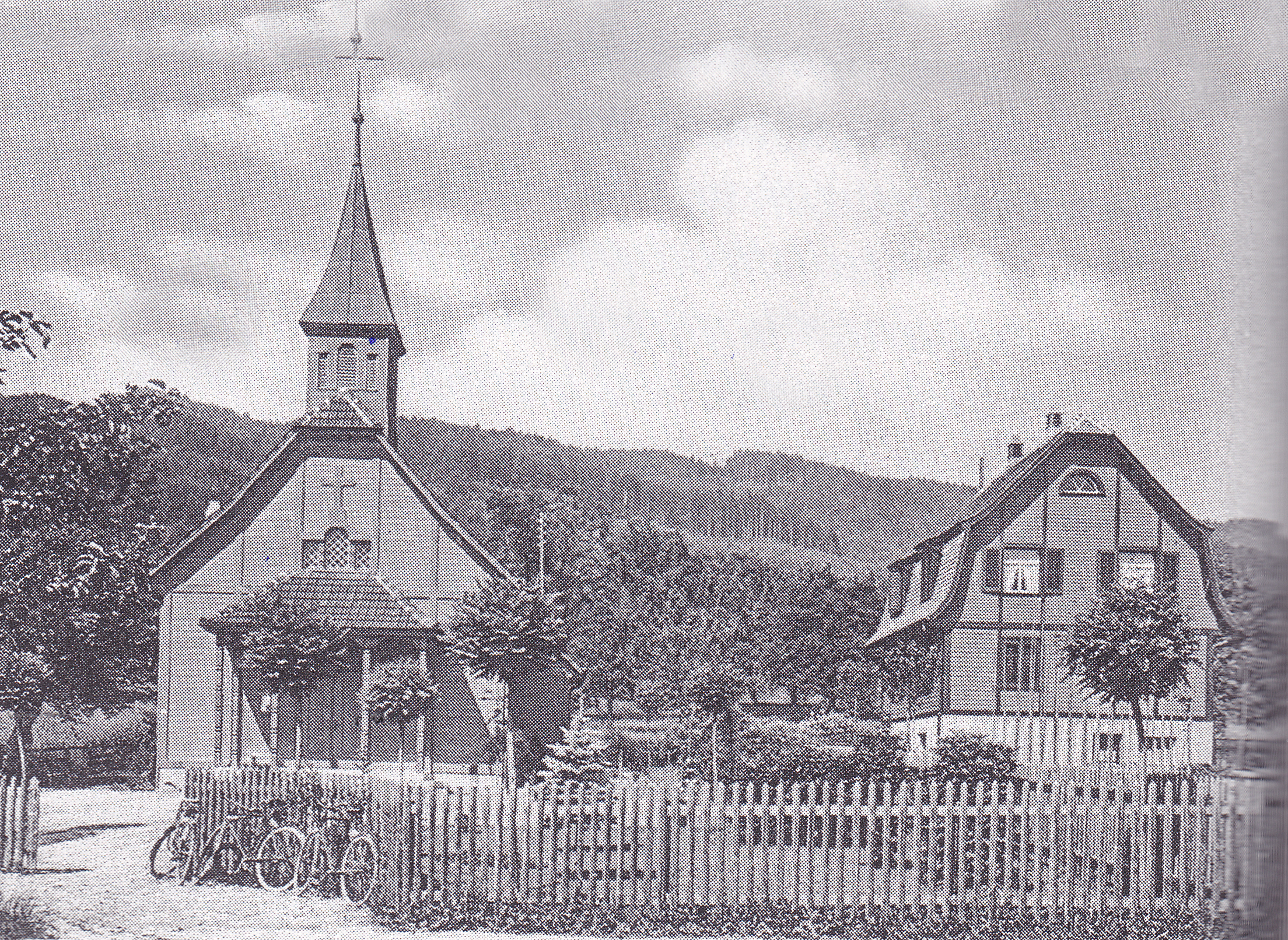
Kirche und altes Pfarrhaus 1925
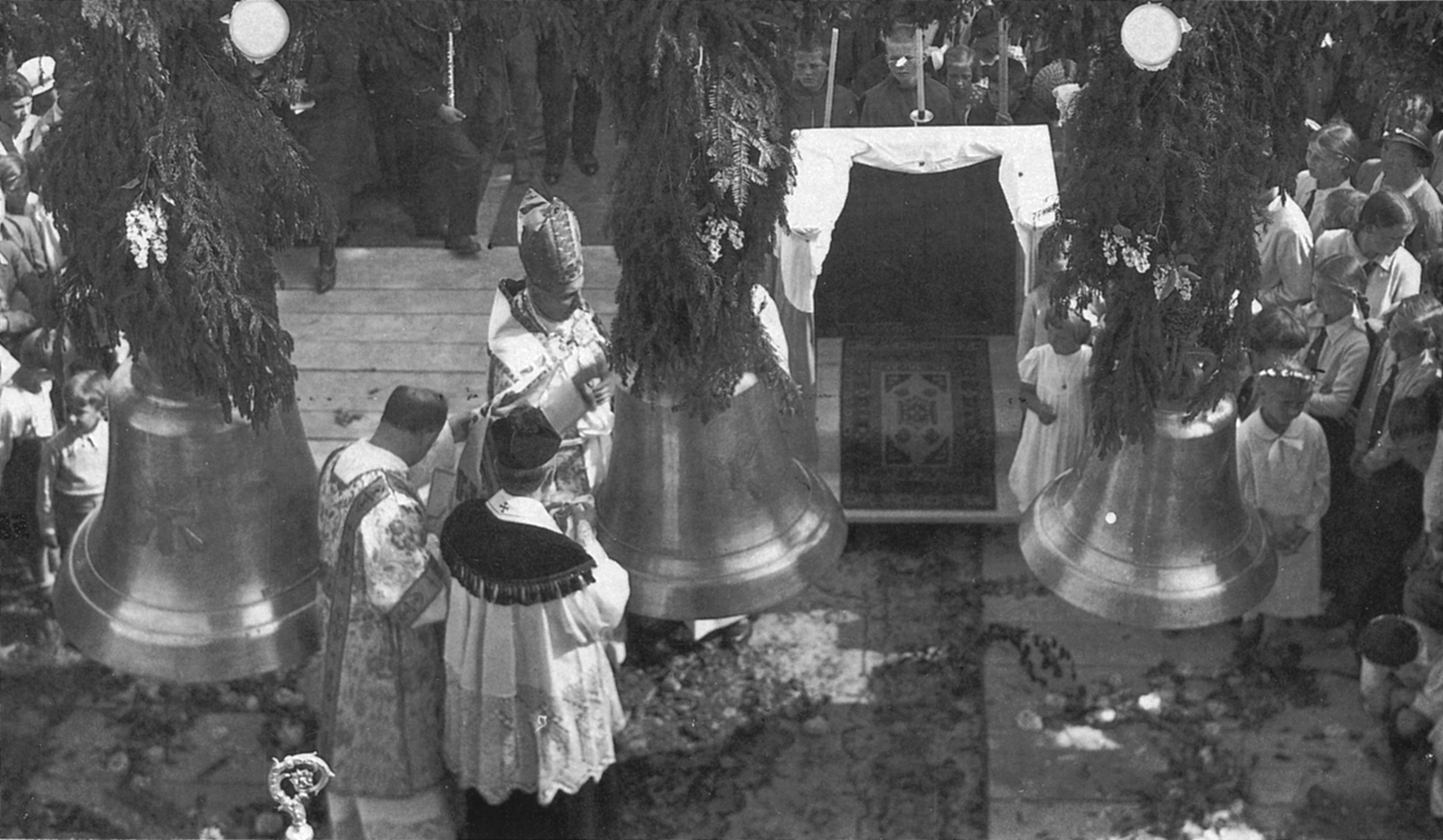
Glockenweihe 1934
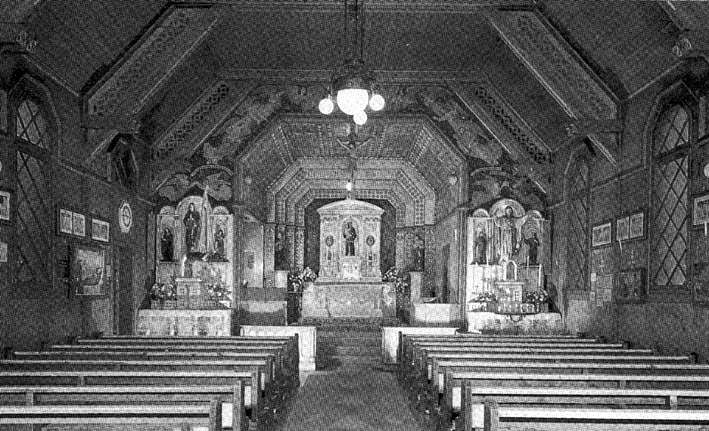
Innenansicht 1933–1939
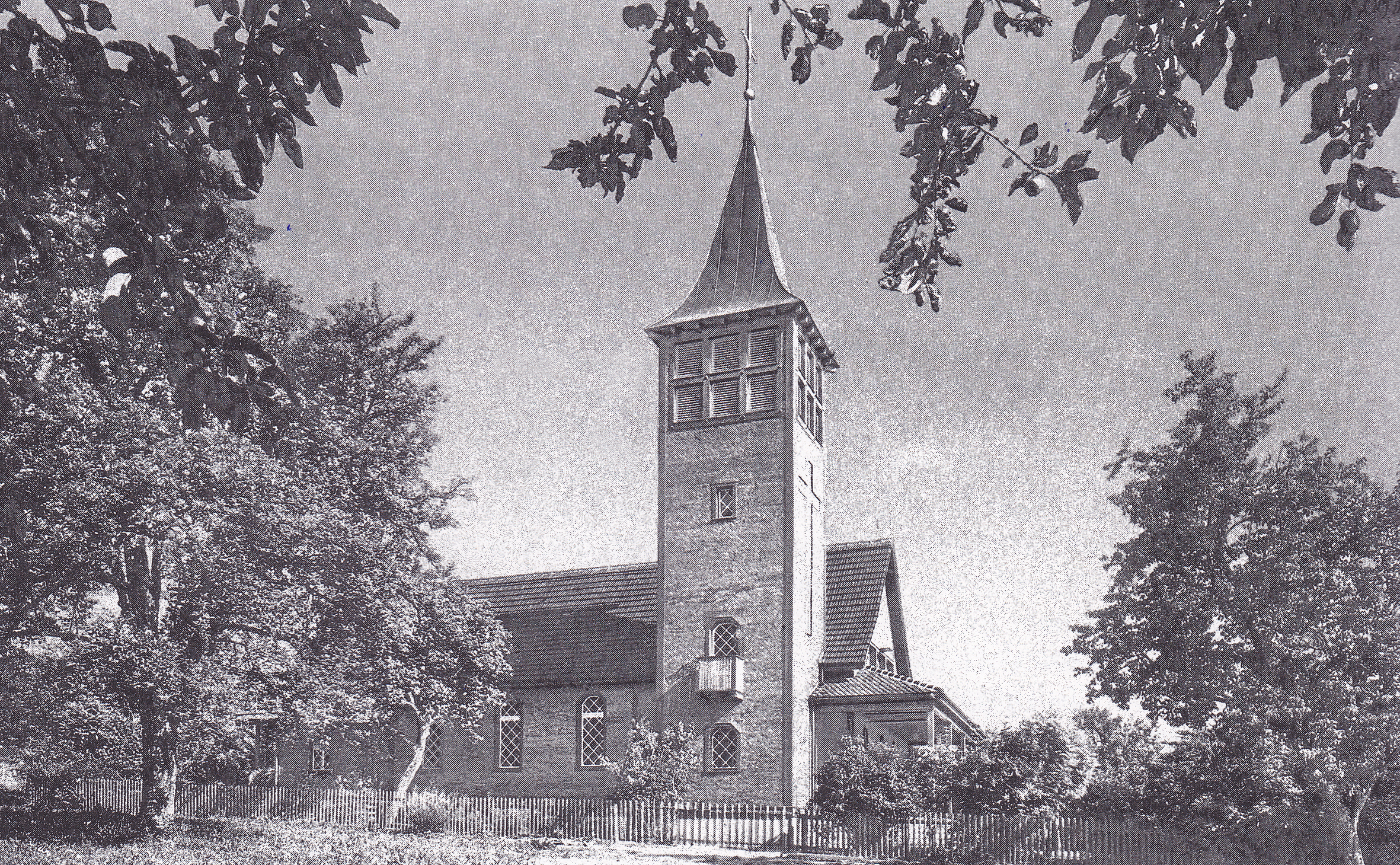
Aussenansicht 1933–1939
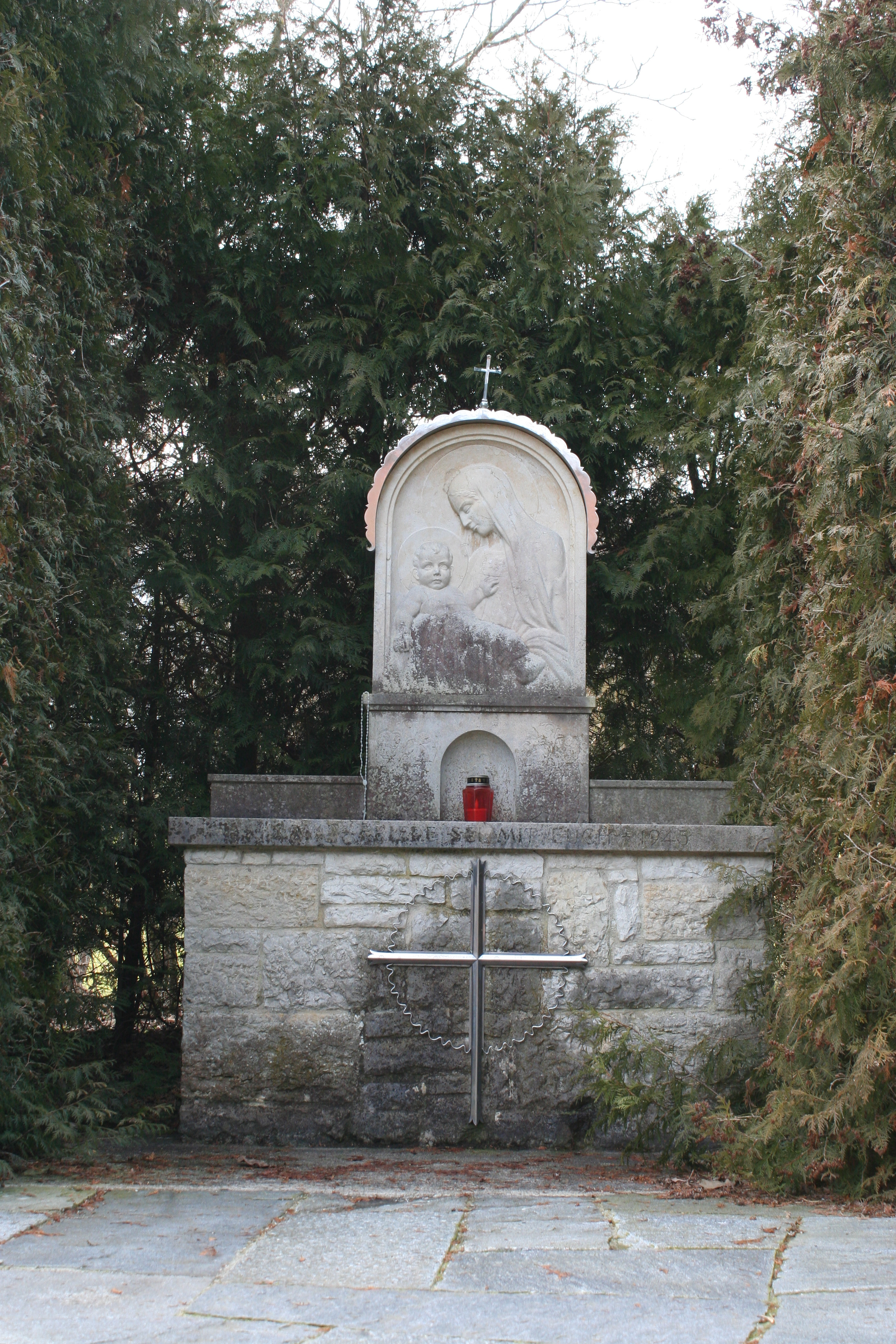
Friedensaltar von 1945

Zur Pfarrei Egg gehören auch die politischen Gemeinden Oetwil am See und Mönchaltorf. In beiden Gemeinden werden regelmässig katholische Gottesdienste in der reformierten Kirche abgehalten (in Oetwil seit 1967, in Mönchaltorf seit 1976). Die katholische Pfarrei Egg betreibt in Mönchaltorf zudem einen Kirchgemeinderaum im sog. Mönchhof, der 1988 eingeweiht wurde und für den Religionsunterricht und pfarreiliche Anlässe verwendet wird. Ebenso hat die Kirchgemeinde in Oetwil am See im Zentrum Mühlegg einen ökumenisch genutzten Saal sowie zwei Zimmer. Diese Räume wurden 1995 eingeweiht.
Neben der Pfarrei St. Antonius Egg gehört auch das Pfarrvikariat St. Franziskus (Maur-Ebmatingen) zur Kirchgemeinde Egg. Das Pfarrvikariat Maur wurde nach dem Bau der dortigen Kirche im Jahr 1990 gegründet und ist für die Gemeinde Maur samt Ebmatingen und Forch zuständig. In Forch finden in der Kapelle des Zollingerheims regelmässig Gottesdienste statt. Die Kirchgemeinde Egg ist mit ihren 6'685 Mitgliedern (Stand 2021) eine der grösseren katholischen Kirchgemeinden des Kantons Zürich.

### Die Wallfahrt

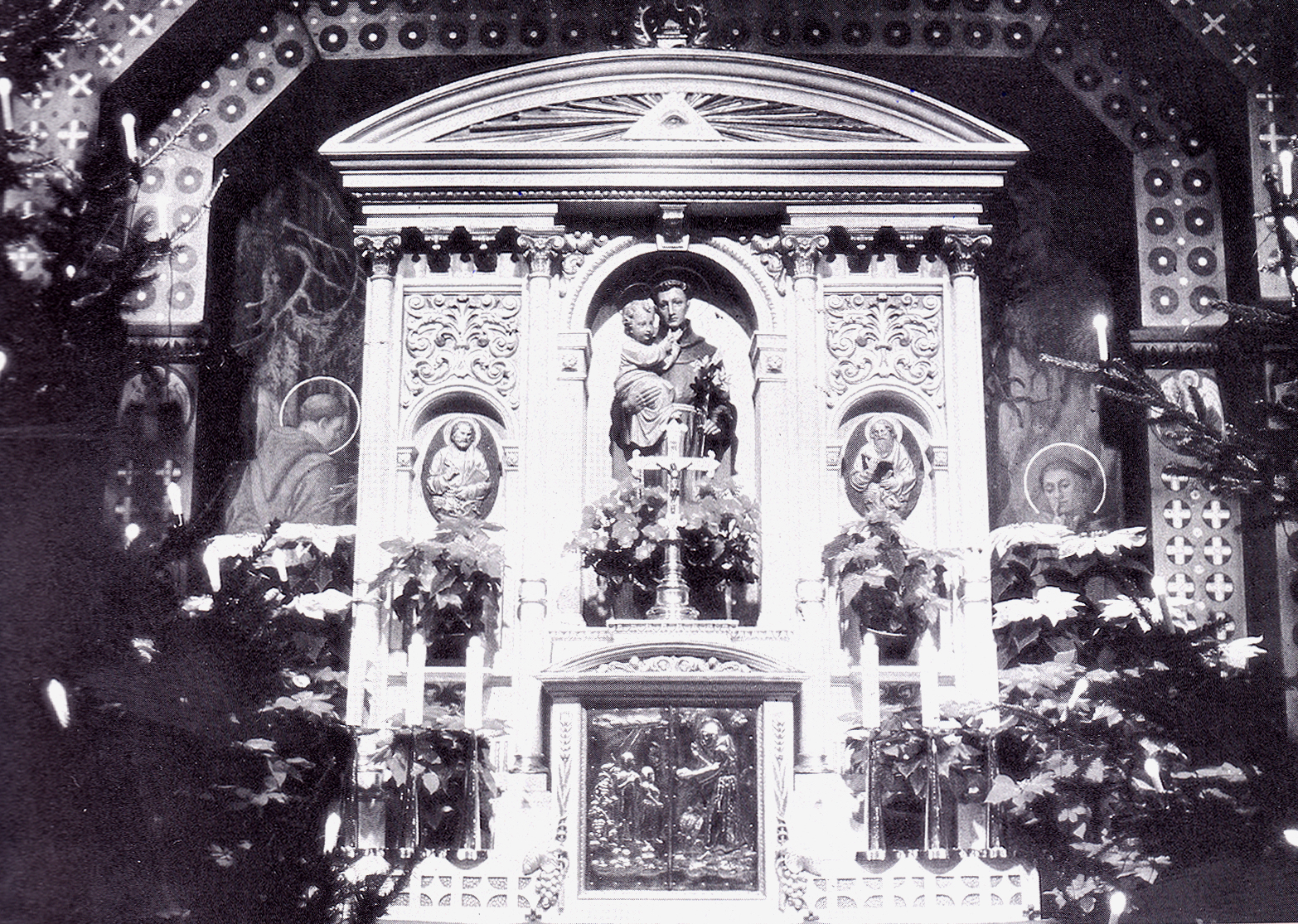
Hochaltar mit Antonius-Statue 1926

Die Wallfahrt zum Hl. Antonius in Egg geht auf die wundersame Genesung von Anton Bolte zurück, dem ersten Pfarrer der Gemeinde. Er hatte von den Ärzten nur noch zwei bis drei Jahre Lebenszeit prognostiziert bekommen. Pfarrer Bolte gelobte, dass er sich ganz für die Seelsorge nach dem Vorbild des Hl. Antonius und der Verehrung dieses Heiligen widmen würde, wenn ihm der Hl. Antonius dazu die Kraft verleihe. Entgegen der ärztlichen Prognose lebte Pfarrer Bolte weitaus länger, sodass er bis zu seinem Tod während 27 Jahren in Egg als Seelsorger tätig sein konnte. Pfarrer Bolte erfüllte daraufhin sein Gelöbnis und begründete die Wallfahrt zum Hl. Antonius in Egg. Im Jahr 1926 pilgerte eine Gruppe aus Egg nach Rom zu Papst Pius XI. Dieser überreichte den Pilgern aus Egg eine Antonius-Reliquie aus Padua mit dem Auftrag, der Pfarrer möge sie den Gläubigen auflegen und diese damit segnen. Im Jahr 1927 wurde dann ein Kunstschlosser infolge einer Gebetserhörung von Blutvergiftung geheilt. Die Nöte und Anliegen der katholischen Bevölkerung in den darauf folgenden Krisen- und Kriegsjahren förderten die Wallfahrt nach St. Antonius Egg weiter, sodass diese stetig zunahm. So kamen 1933 bereits 70.000 Pilger nach Egg, 1942 waren es 200.000. Zudem entschieden sich zahlreiche Hochzeitspaare, in dieser Kirche unter dem Schutz des Hl. Antonius zu heiraten, sodass die Trauungen von 3 im Jahr 1926 auf 130 im Jahr 1934 und auf 402 im Jahr 1948 anstiegen. Heute sind es jährlich noch ca. 20.000 Menschen, die nach St. Antonius Egg pilgern. Die Popularität der Antoniuskirche Egg als Wallfahrtsort reiht sich in eine für das 20. Jahrhundert in dieser Region typische Ausweitung der Antoniusverehrung ein. Zahlreiche Votivtafeln, dargebracht aus Dank für erhörte Gebete, zeugen von der Bedeutung der Kirche als Pilgerstätte. Auch der 2012 amtierende Pfarrer der Kirche berichtete in einem Fernsehinterview von Wunderheilungen an Antonius-Pilgern als Gebetserhörungen.

## Baubeschreibung

### Kirchturm und Äusseres

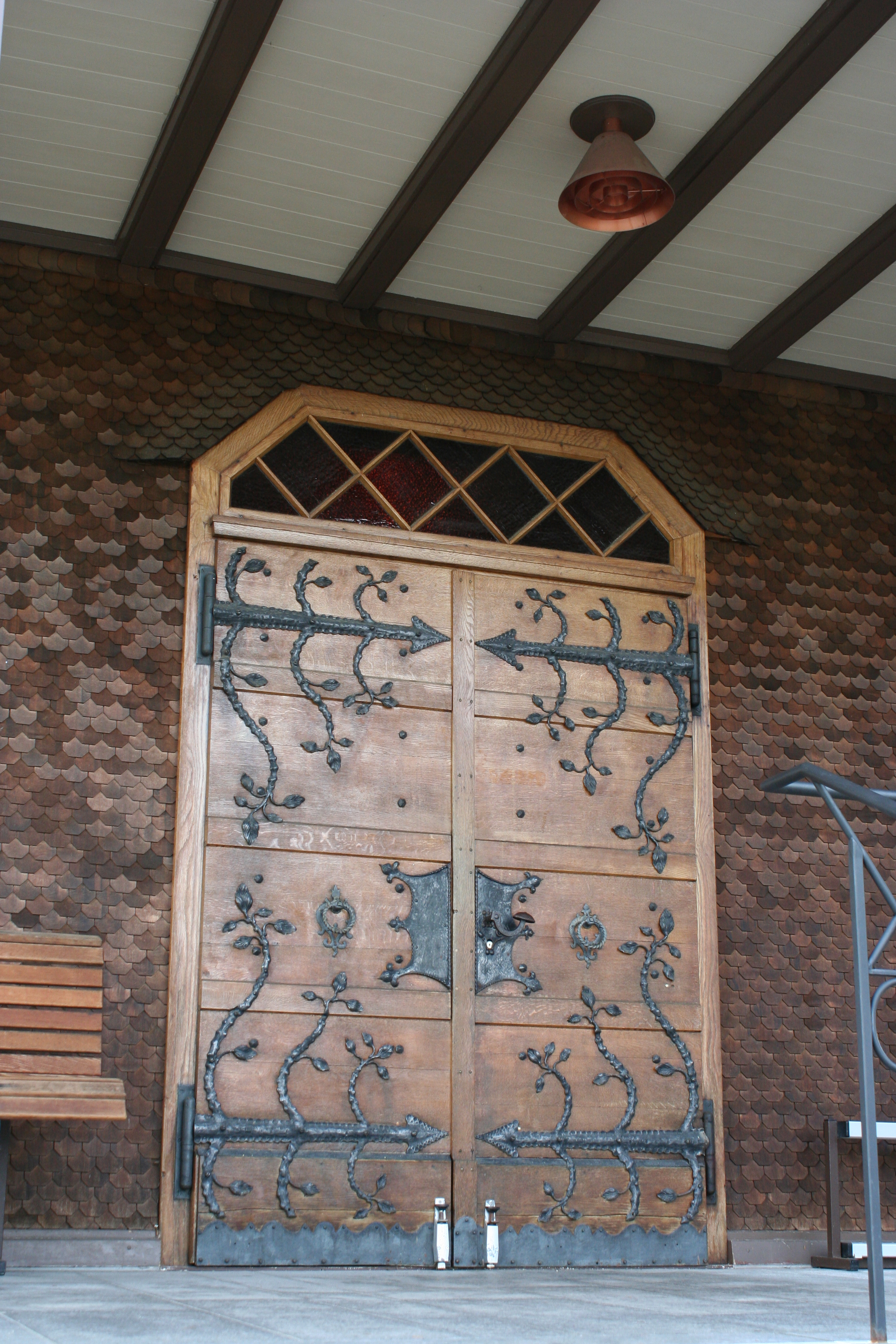
Portal der Kirche

Im Jahr 1921 war die aus Holz erbaute Kirche kleiner als heute und wies statt des Glockenturms lediglich einen Dachreiter auf. Als die Wallfahrt immer grösser wurde, erweiterte man die Kirche im Jahr 1933: Man verlängerte das Gotteshaus nach Osten, baute eine Empore ein und errichtete die heutige Kerzennische als Taufkapelle. Anstelle des Dachreiters entstand südlich der Kirche der heutige Glockenturm. 1939 wurde die Kirche nach Osten erweitert, sodass hinter dem Hochaltar ein zusätzlicher Raum entstand, in dem der Taufstein aufgestellt wurde; die bisherige Taufkapelle konnte dadurch als St. Antonius-Kapelle umgewidmet werden, in der heute die Kerzen angezündet werden. Ebenfalls 1939 entstand das Querschiff, das ursprünglich als Aula bezeichnet wurde. Der Raum zwischen dem Querschiff und dem Glockenturm wurde mit einer Mauer eingefasst, sodass ein Innenhof entstand.
Ein Jahr nach seinem Bau erhielt der Kirchturm seine heutigen Glocken. Das dreistimmige Geläute, die in der Giesserei Fritz Hamm in Staad bei Roschach gegossen wurden, weihte der Bischof von Chur, Laurenz Matthias Vincenz, am 31. Mai 1934. Im Turm befindet sich darüber hinaus noch eine vierte Glocke. Sie war ursprünglich im Dachreiter aufgehängt gewesen. Sie wurde 1863 gegossen und trägt die Inschrift: Die Neugeborenen rufe ich zur Taufe, die verstorbenen Kleinen in das Grab. Diese vierte Glocke kann von der Orgelempore aus mittels eines Seils geläutet werden.
| Nummer | Gewicht | Ton | Widmung        | Inschrift |
| ------ | ------- | --- | -------------- | --- |
| 1      | 754 kg  | f   | St. Antonius   | „Antonius bin ich genannt und ruf zum Glauben Stadt und Land. Vorwärts in Gottes Namen! Aufwärts zum Himmel. Amen.“ |
| 2      | 445 kg  | as  | St. Franziskus | „Franziskusgeist soll ich verkünden und hoffnungsvoll die Welt entzünden.“                                          |
| 3      | 320 kg  | b   | St. Elisabeth  | „Voll Liebe steigt zur Königin des Himmels und der Erde Elisabethens Flehruf hin, dass Trost und Frieden werde.“    |

Das im Jahr 1995 errichtete Kirchgemeindehaus ist eines der wenigen realisierten Bauwerke der Analogen Architektur in der Schweiz, welche eine Synthese bestehender Vorbilder mit verfremdenden Elementen vorschlägt und dadurch versucht, die Postmoderne Architektur zu überwinden. Es greift in der Formensprache die Metapher der Arche Noah auf. Das Kirchgemeindehaus und das neue Pfarrhaus wurden analog zur St. Antoniuskirche mit Holzschindeln bekleidet, sodass die Gebäude trotz ihrer unterschiedlichen Entstehungszeit optisch ein harmonisches Ganzes bilden.

## Innenraum und künstlerische Ausstattung

### Ausstattung

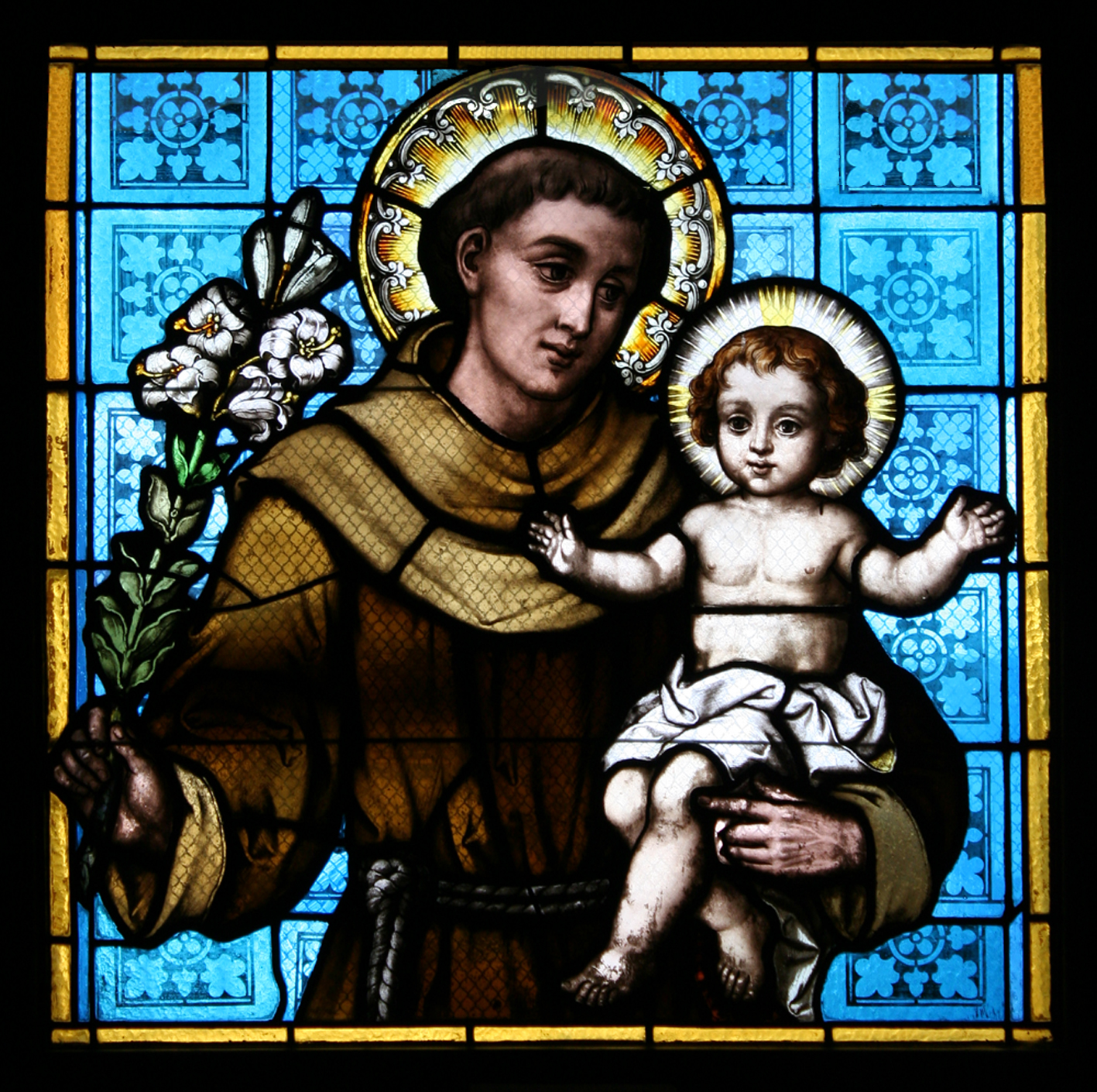
Glasfenster Hl. Antonius

Die Kirche St. Antonius wurde im Jahr 1921 als einschiffige Kirche erbaut, welche zu Beginn noch über keine hochwertigen Kunstwerke verfügte. Die heutige Ausstattung mit dem Haupt- und den beiden Seitenaltären sowie den Malereien im Stil des Art déco gibt die Gestaltung des Chorraums von 1933 wieder. Diese wurde im Jahr 1997 wiederhergestellt, ergänzt durch einen Volksaltar.
Der Hochaltar kam 1925 in die Kirche und ist dem Kirchenpatron, dem Hl. Antonius von Padua, geweiht, dessen Statue mit dem Jesuskind im Mittelfeld aufgestellt ist. Flankiert wird die Antoniusstatue von zwei hochovalen Reliefs, die die Evangelisten Lukas (rechts) und Markus (links) darstellen. Auf der Stirnseite der Mensa ist der Wahlspruch der Menzinger Schwestern angebracht: Im Kreuze ist Heil. Dies verrät, dass der Altar ursprünglich für die Kapelle eines Mädchenheims in Uster gedacht war, das von den Menzinger Schwestern betrieben wurde. Da sich der Altar aber für die dortige Kapelle als zu gross erwies, wurde sie kurzerhand von den Schwestern zur Ausgestaltung der Egger St. Antoniuskirche gestiftet. Links und rechts des Hochaltars sind zwei Szenen aus dem Leben des Kirchenpatrons zu entdecken und über dem Altar steht in grossen Lettern der Wunsch aller Pilger, die nach Egg kommen: Heiliger Antonius von Padua, bitte für uns!
Der linke Seitenaltar wurde der Muttergottes geweiht. Rechts von der Muttergottesstatue ist die Hl. Klara von Assisi und links die Hl. Theresia vom Kinde Jesu zu sehen. Der rechte Seitenaltar verweist auf die ursprünglich angedachte Weihe der Kirche, denn er ist dem Heiligsten Herzen Jesu geweiht. Flankiert wird die Jesusstatue durch die Heiligen Antonius (links) und Franziskus (rechts). Die Ewiglichtlampen stammen aus Madrid und verweisen auf die Präsenz Gottes im Tabernakel. Die Malereien im Chorbogen und Chor wurden bei der Renovation der Kirche im Jahr 1996 aufgefrischt und stellen die himmlische Liturgie dar, wie sie in der Offenbarung Kapitel 5 beschrieben wird.
Im Jahr 1939 wurde als Querschiff die sog. Aula dazugebaut, die bei stark besuchten Gottesdiensten zusätzlichen Platz für das Mitfeiern der Gottesdienste bietet. Bei der Kirchenrenovation im Jahr 1996 wurde der Boden des Querschiffs auf die gleiche Höhe des Kirchenbodens vom Hauptschiff abgesenkt. Zudem wurde die Öffnung zum Altarraum der Kirche vergrössert und der Hauptaltar auf die Höhe der ehemaligen Taufkapelle versetzt, sodass auch vom Querschiff eine gute Sicht auf den Volksaltar möglich wurde. Auf der Gegenseite des Querschiffs befindet sich heute die Taufkapelle samt Taufstein, welcher zusammen mit dem Volksaltar von Bildhauer Romano Fenaroli aus Ebmatingen 1996 neu geschaffen wurde. Auf jeder Seite des Altars befinden sich auf der Kante je drei Worte: Super totus praesidendo = Darüber herrscht Gott ganz, Subter totus sustinendo = Darunter trägt Gott ganz, Extra totus complectendo = Draussen umfängt Gott ganz, Intra totus incomplendo = Drinnen durchdringt Gott ganz. Dieser Text drückt die Allmacht und Menschennähe Gottes aus. Vor dem Altar sind die Reliquien von zehn Heiligen eingelassen: Jakobus, Philomena, Verena, Gallus, Meinrad, Peregrinus, Bruder Klaus, Benedikt Labre, Maria Goretti und Bernarda Bütler. Es sind Menschen, die je einen anderen Aspekt des religiösen Pilgerns ausdrücken. Auf der Deckplatte der Reliquien ist ein urchristliches Labyrinth zu sehen, welches in Nordafrika gefunden wurde.
In der heutigen Taufkapelle befinden sich Glasfenster von Pater Karl Stadler. Gezeigt wird das Meditationsbild des Hl. Bruder Klaus. Der Taufstein ist mit seiner Form als Brunnen geschaffen und trägt am oberen Rand ein Taufbekenntnis: Haec est fides catholica non hoc error sive noxa sicut dico sic et credo nec in partem pravam cedo = Das ist der katholische Glaube, da ist kein Irrtum noch Schaden, wie ich spreche, so glaube ich, auch nicht weiche ich auf falschen Weg.
Aus der Zeit von 1933 stammen der Kreuzweg von Georges Troxler sowie die zwei Tafeln mit Szenen aus dem Leben des Hl. Josefs, die von Josef Heimgartner gemalt wurden. Auf die Bedeutung als Wallfahrtsort verweisen schliesslich die Exvoto-Tafeln im Treppenhaus zur Orgelempore.

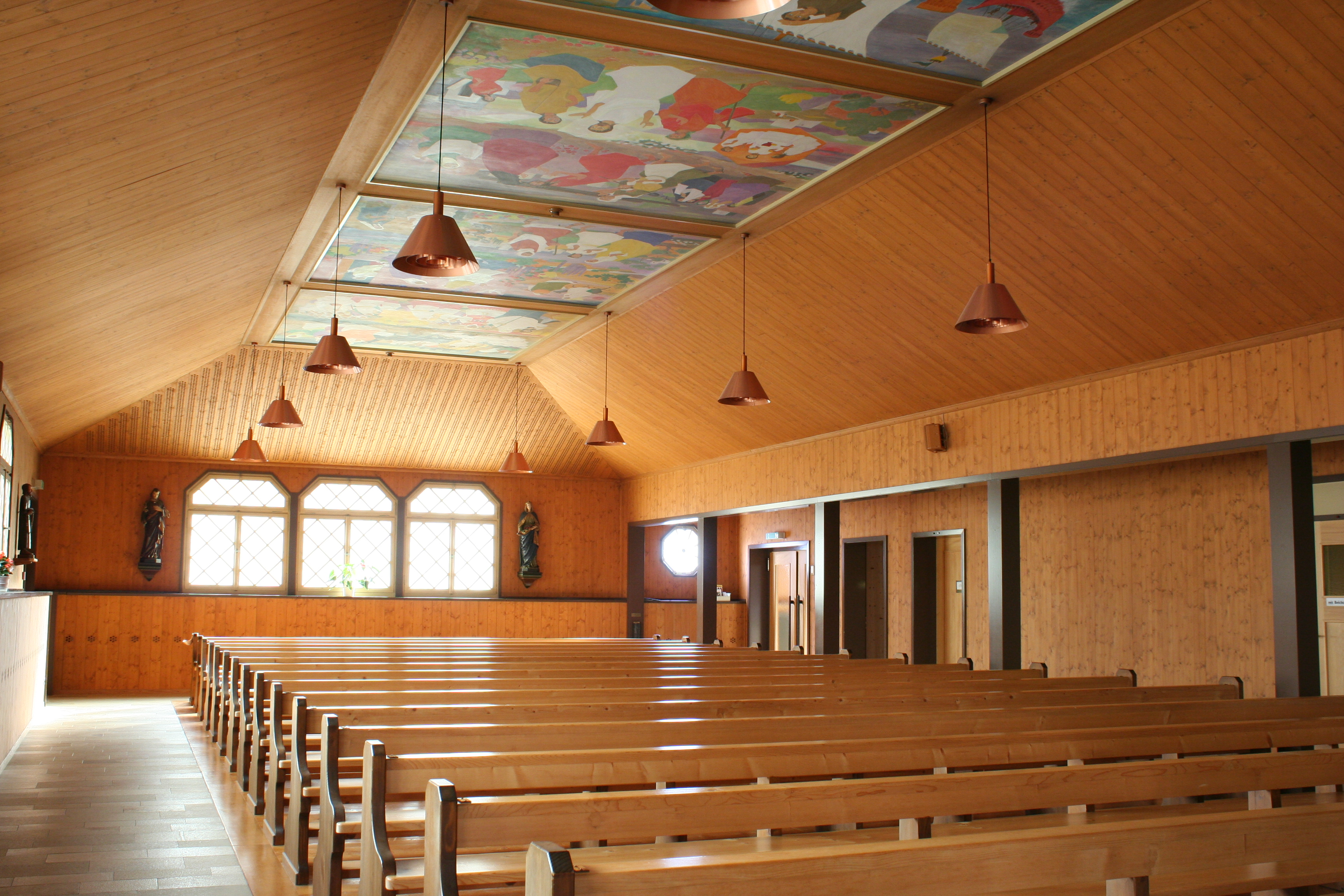
Querschiff
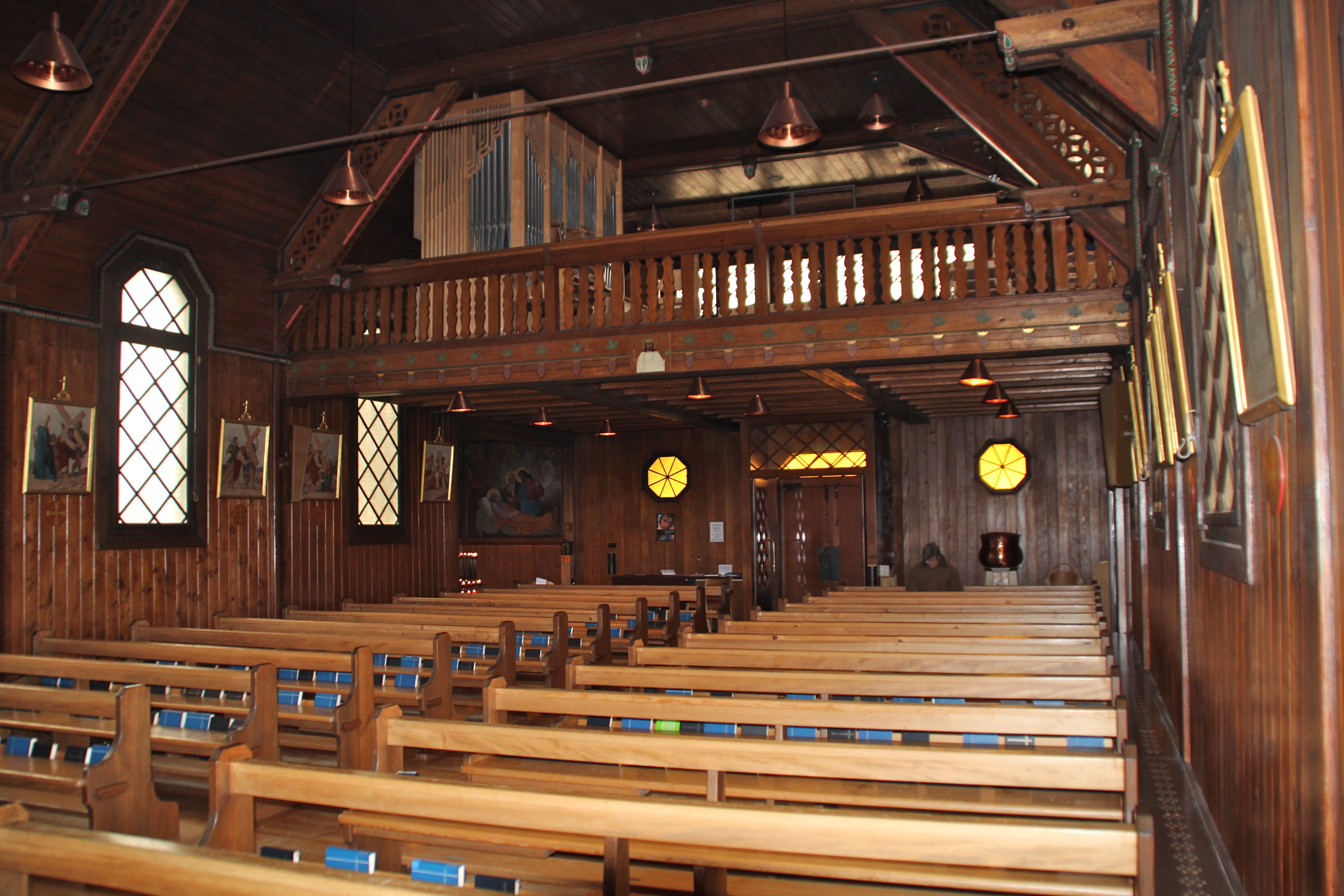
Blick zur Orgelempore
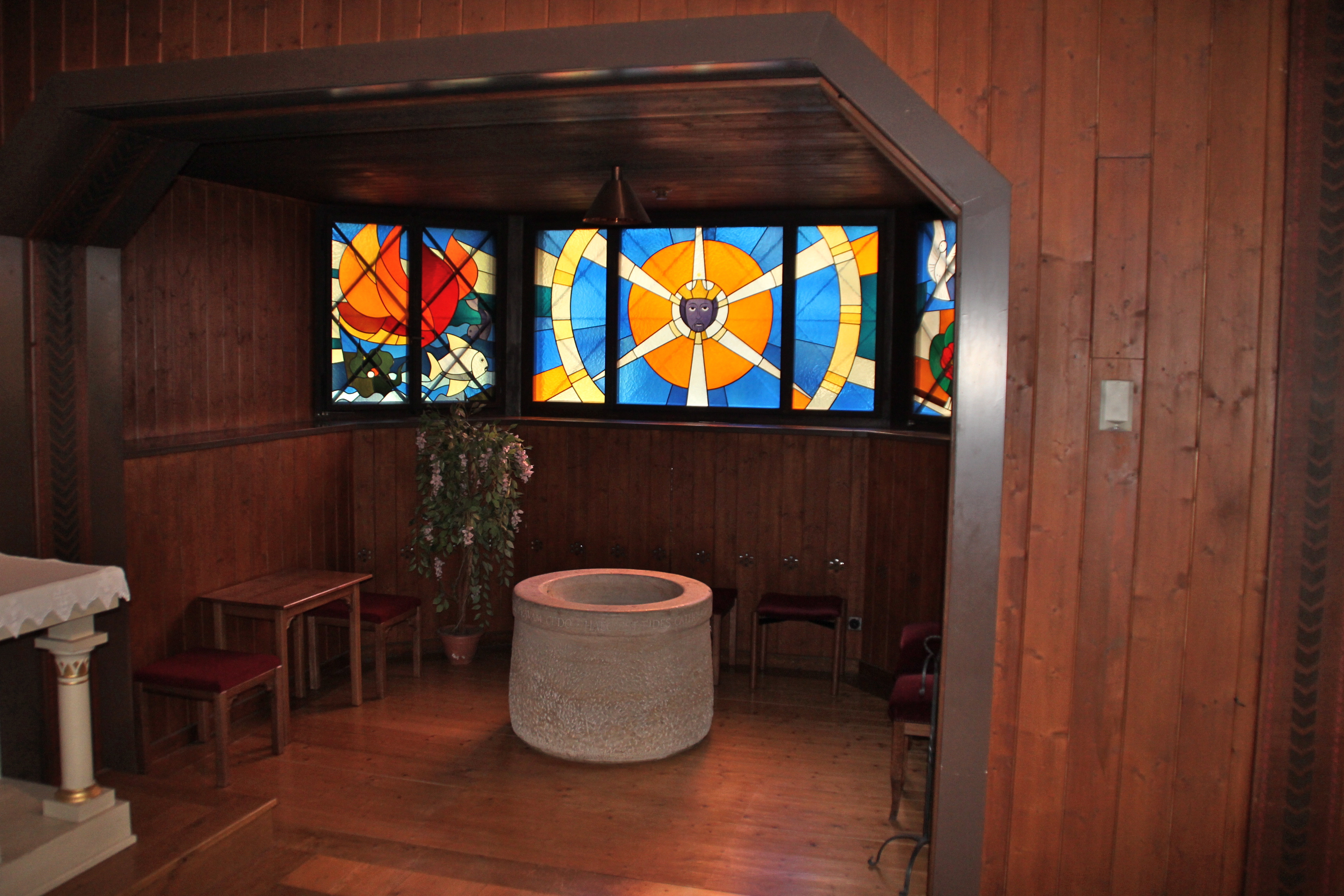
Heutige Taufkapelle
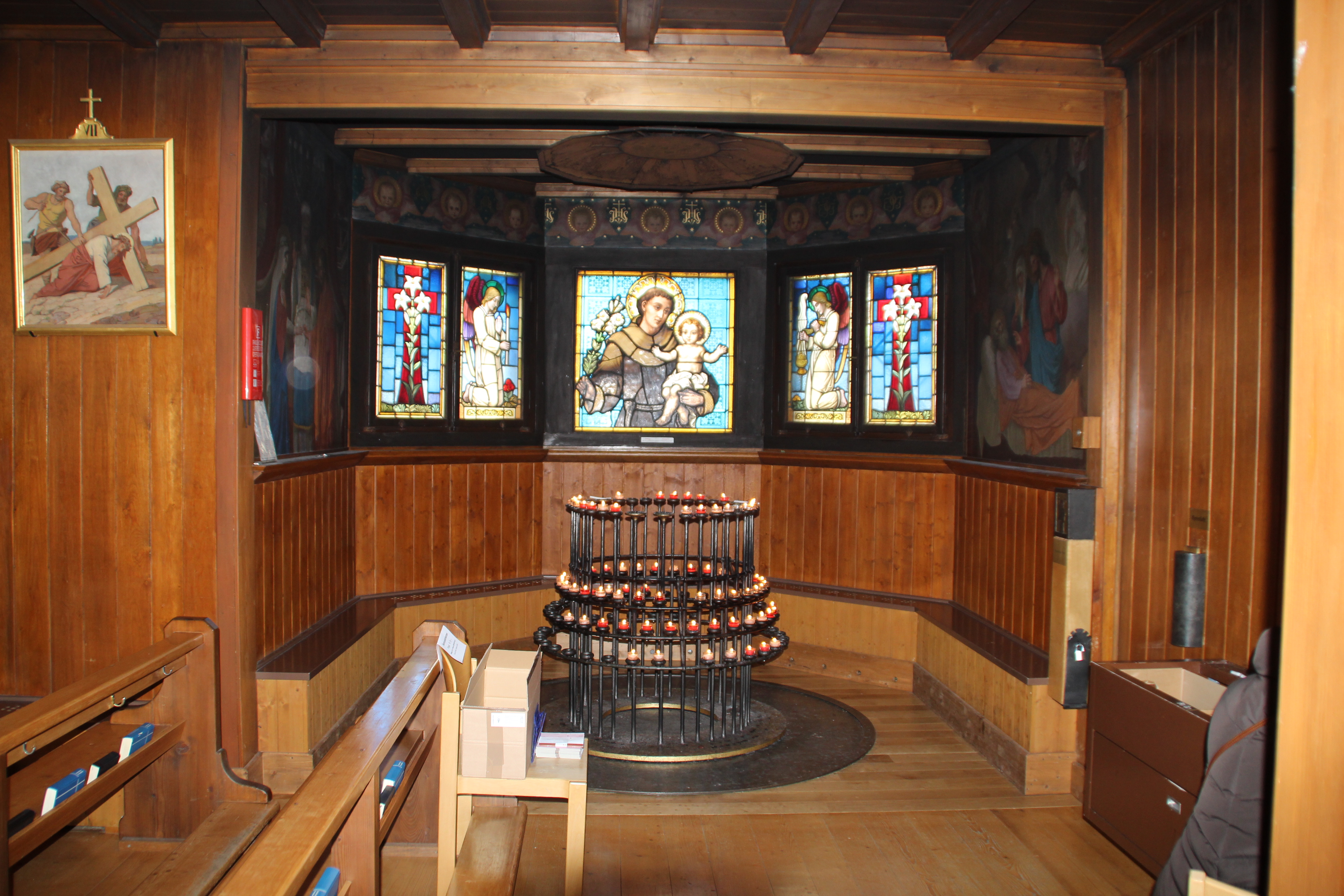
St. Antonius-Kapelle
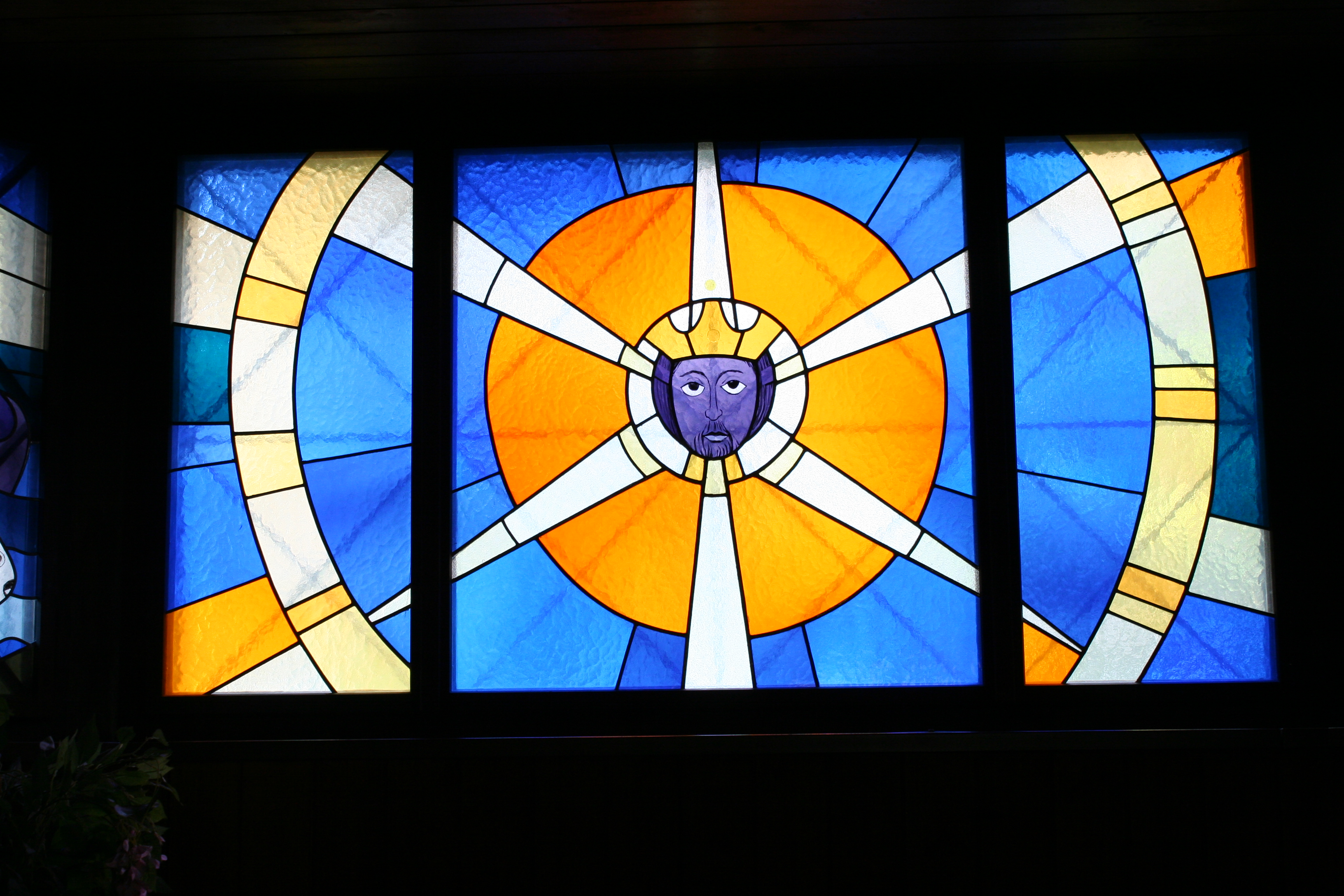
Vision des Bruder Klaus

### Deckengemälde im Querschiff

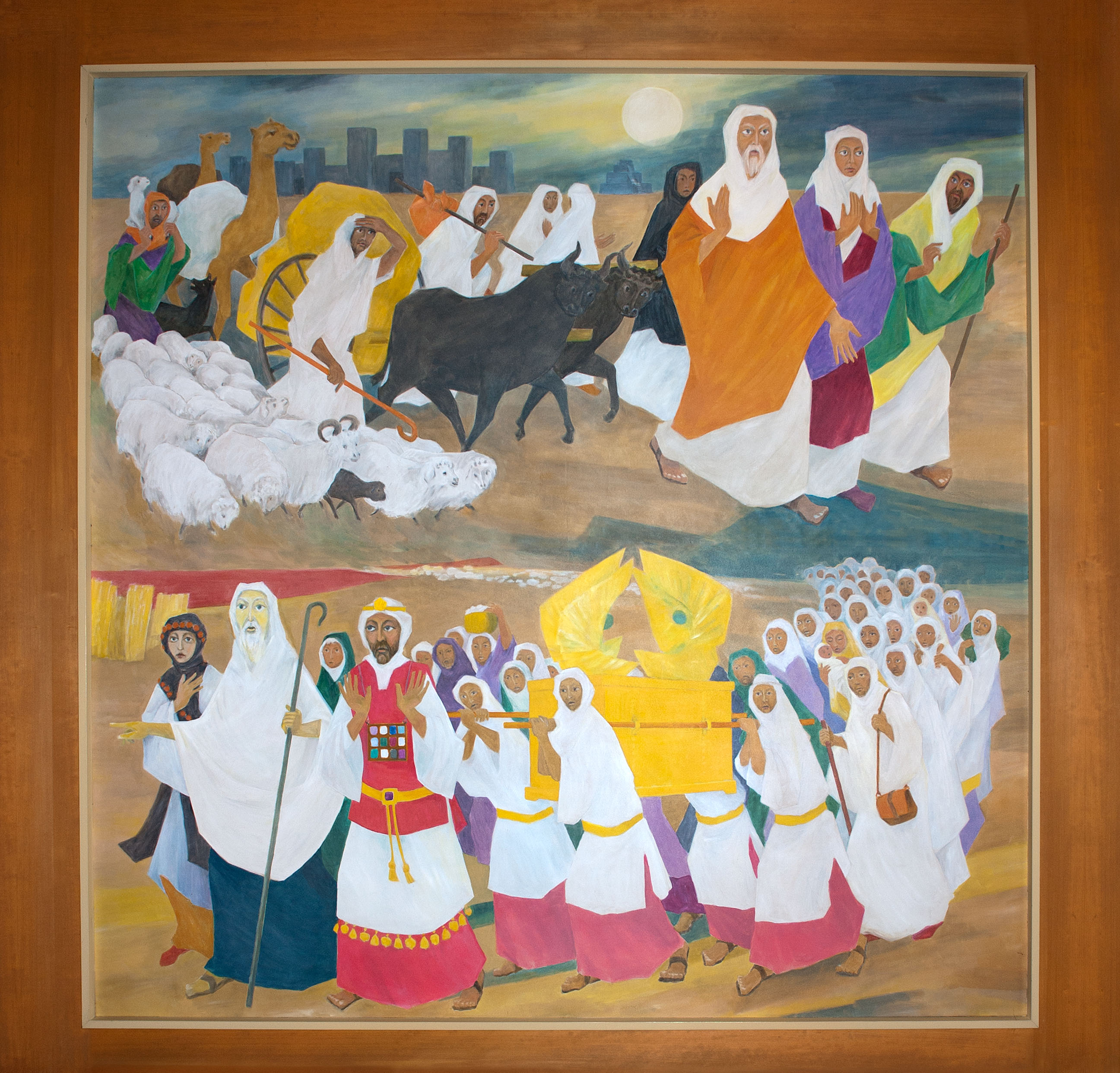
Gemälde von Karl Stadler: Abraham und Mose

Die Bilder an der Decke des Seitenschiffs sowie das Kirchenfenster beim Taufstein wurden 1996 von Pater Karl Stadler OSB aus dem Kloster Engelberg gestaltet. Die Deckenbilder thematisieren „Wege des Lebens – Wallfahrt“ und verweisen darauf, dass der Mensch auf seinem Lebensweg pilgernd unterwegs ist zu Gott. Das erste Bild zeigt im oberen Teil den Auszug von Abraham aus Ur. Begleitet wird Abraham von seiner Frau Sara und seinem Neffen Lot. Der Weg vor den Füssen Abrahams ist dunkel, er schreitet ins Ungewisse. Im Hintergrund ist die Stadt Ur erkennbar. Mit der Schafherde ist das Motiv des guten Hirten angedeutet. Im unteren Feld thematisiert das erste Bild den Auszug des Volkes Israel aus Ägypten. Mose führt den Zug an und wird begleitet von seinen Geschwistern Miriam und Aaron. Leviten tragen die Bundeslade.
Das zweite Bild zeigt oben den Besuch von Maria bei Elisabeth. Sie bringt die frohe Botschaft, dass sie einen Sohn empfangen werde. Unter der Haustür steht Zacharias, der noch etwas ungläubig zuschaut. Links oben ist der Heilige Geist in Form der Taube zu erkennen. Das kleine Bild stellt vorausschauend die Flucht der Heiligen Familie nach Ägypten dar. Das untere Feld thematisiert die Heimkehr vom Tempel. Der 12-jährige Jesus sagt zu seinen Eltern: "Wusstet ihr nicht, dass ich in dem sein muss, was meinem Vater gehört?" Das kleine Bild zeigt den Jakobsbrunnen mit der Frau aus Samaria. Neben dem Brunnen steht der Wasserkrug und verweist auf die Worte Jesu: "Wer aber von dem Wasser trinkt, das ich ihm geben werde, wird niemals Durst leiden."
Das dritte Bild zeigt im oberen Feld den Weg des Kreuzes. Simon von Cyrene hilft Jesus das Kreuz tragen. Jesus begegnet seiner Mutter und verweist sie auf seinen Jünger Johannes: "Frau, siehe dein Sohn." Veronika reicht Jesus das Schweisstuch. Im Hintergrund sind die weinenden Frauen sichtbar und erinnern an die Worte Jesu: "Ihr Frauen von Jerusalem, weint nicht über mich; weint über euch und eure Kinder." Das untere Bild thematisiert den Gang nach Emmaus. Im Hintergrund sind das offene Grab und Magdalena als eine der Frauen sichtbar, die sahen, dass der Stein weggewälzt war. Die Emmausjünger erkennen Jesus vorerst nicht. Jesus spricht zu ihnen, und es wird ihnen warm ums Herz. Das kleine Bild zeigt das Abendmahl in Emmaus, bei dem die Jünger Jesus durch das Brechen des Brotes erkennen.
Das letzte Bild spannt den Bogen der Heilsgeschichte bis hin zum Leben des Namenspatrons der Kirche, des Hl. Antonius von Padua. Oben werden die Missionsreisen des Heiligen gezeigt: Antonius befindet sich auf der Heimreise von Marokko und hält Ausschau über das Meer. Das Schiff gerät in einen Sturm, und Antonius landet statt daheim in Portugal auf Sizilien. Das kleinere Bild zeigt Antonius, wie er den Fischen predigte, als er in Rimini auf taube Ohren stiess. Hinter ihm wächst eine Rose aus dem unfruchtbaren Fels. Das untere Bildfeld zeigt schliesslich den Tod des Heiligen: Antonius hat sich von der Welt nach Camposampiero zurückgezogen. Er erleidet einen Herzinfarkt oder ein Lungenödem. Auf dem Rücktransport nach Padua erliegt er im Klösterchen Arcella der Franziskanerinnen vor den Stadtmauern von Padua seinem Leiden. Im Hintergrund erkennt man die weissen Kuppeln der gegenwärtigen Wallfahrtskirche von Padua.

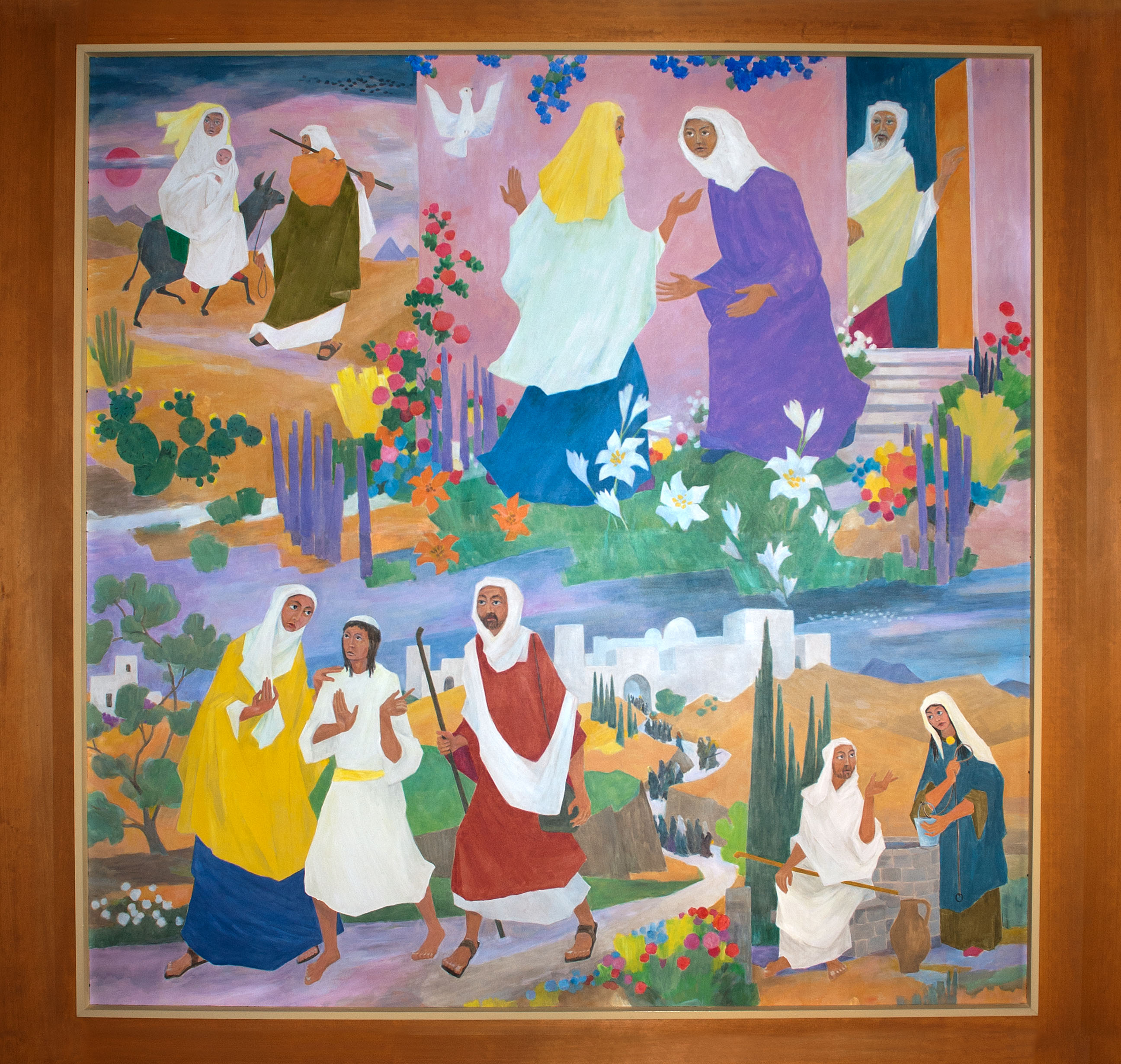
Die Hl. Familie
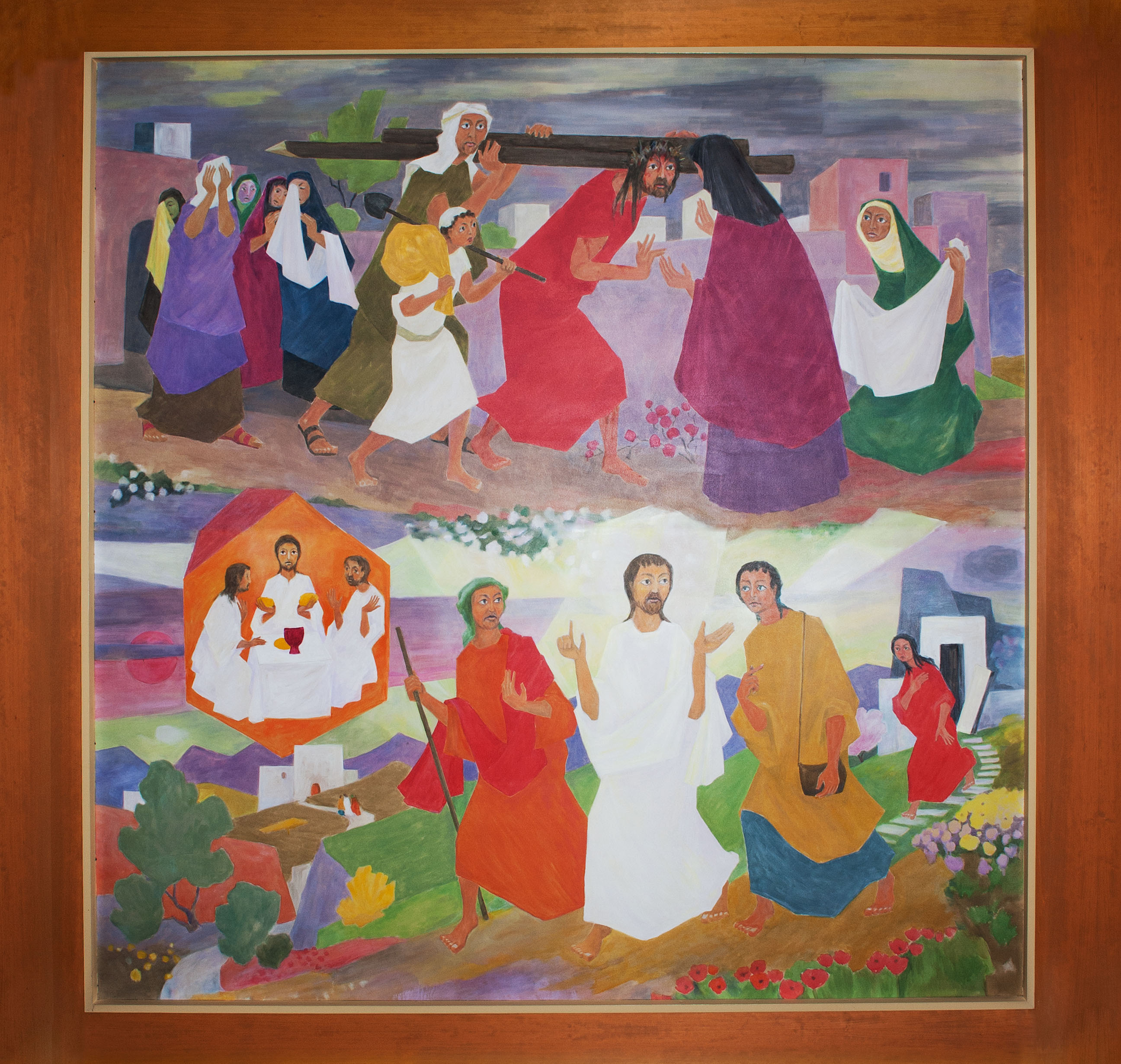
Karfreitag und Emmausgang
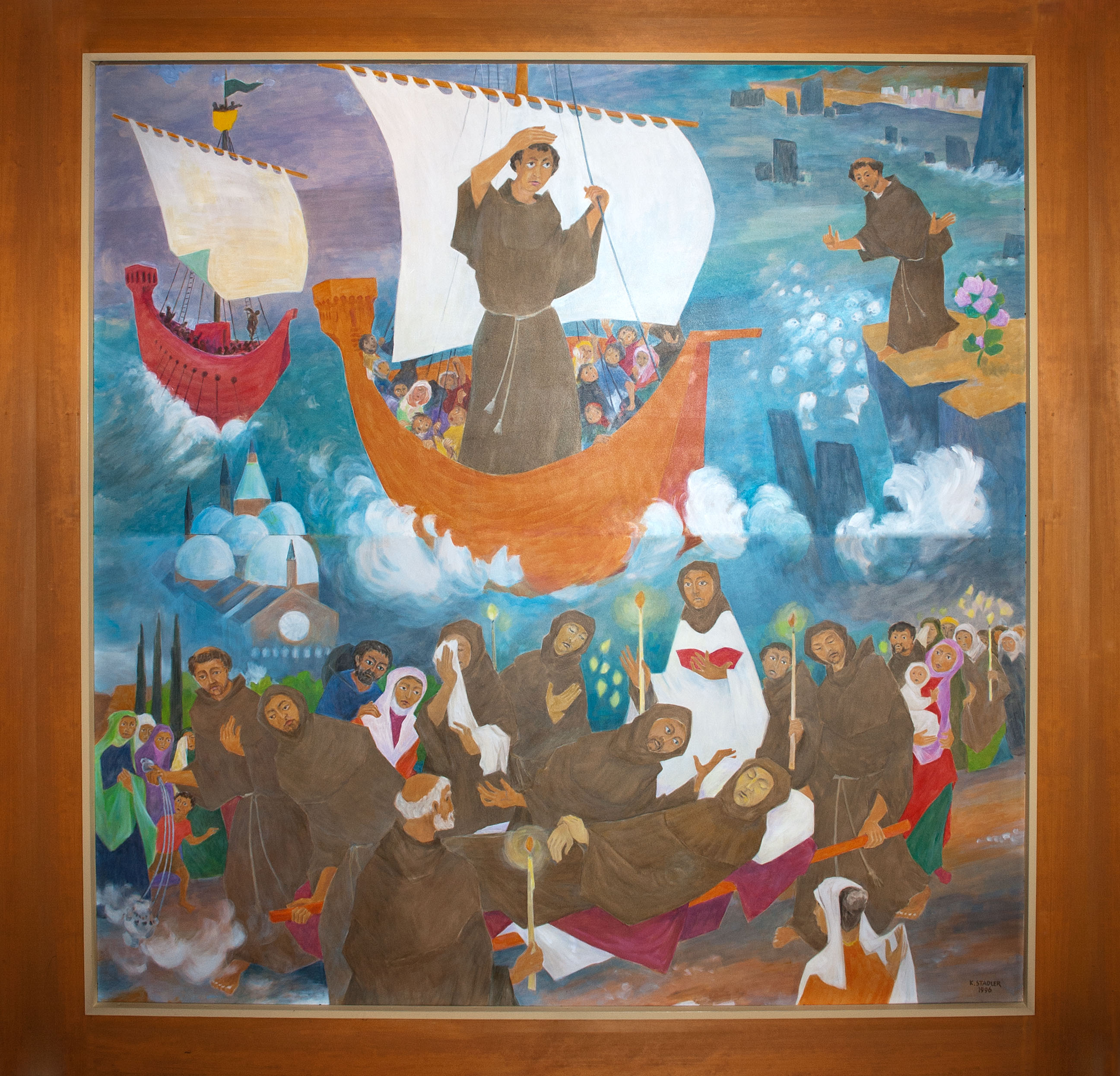
Der Hl. Antonius

### Orgel
Als die Kirche 1921 erbaut wurde, erhielt das Gotteshaus ein einmanualiges Harmonium aus der Mutterkirche Herz-Jesu Uster, dem Vorgängerbau der heutigen St. Andreaskirche. Um insbesondere die Wallfahrtsgottesdienste in der 1933 verlängerten Kirche angemessen begleiten zu können, wurde nach einigen Jahren auf der neu erbauten Empore ein zweimanualiges Harmonium aufgestellt, das bis 1985 Verwendung fand. Da das Harmonium klangliche Grenzen hatte, wurde dann bei der Firma Späth Orgelbau in Rapperswil eine Pfeifenorgel in Auftrag gegeben, die 1985 erbaut wurde. 2016 wurde das Instrument überholt und um einen Flötbass 8′ im Pedal erweitert. Das Instrument verfügt über 12 klingende Register, verteilt auf zwei Manuale samt Pedal.
| I Hauptwerk C–g3  |                 |
| Prinzipal         | 8′              |
| Gedackt           | 8′              |
| Oktave            | 4′              |
| Sesquialter       | 2 3⁄3′ + 1 3⁄5′ |
| Quinte (Vorabzug) | 2 ⁄3′           |
| Oktave            | 2′              |
| Mixtur            | 1 ⁄3′           |
| Dulciana          | 8′              |

| II Positiv C–g3 |    |
| Rohrflöte       | 8′ |
| Blockflöte      | 4′ |
| Oktävlein       | 2′ |

| Pedal C–f1 |     |
| Flötbass   | 8′  |
| Subbass    | 16′ |

- Koppel: II/I, I/P, II/P